# Alice Regnault

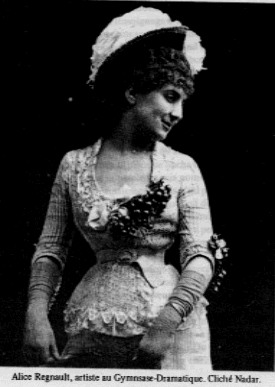
Alice Regnault hacia 1880, fotografiada por Nadar.

Alice Regnault, nombre artístico de Augustine-Alexandrine Toulet (París, 5 de febrero de 1849 - Triel-sur-Seine, 12 de julio de 1931), fue una actriz de teatro francesa y la esposa del escritor francés Octave Mirbeau.
La modesta y breve carrera teatral de Alice Regnault debutó en el año 1871. No tenía mucho talento, pero su belleza es una explicación suficiente de sus éxitos, teatrales y galantes. Como cortesana parisina, ganó mucho dinero. Se retiró prematuramente en 1881. Durante poco tiempo trabajó como periodista en Le Gaulois, bajo el seudónimo de Mitaine de Soie. También publicó dos novelas mediocres, Mademoiselle Pomme (1886) y La Famille Carmettes (1888).
Su celebridad se debe principalmente a su matrimonio, en mayo de 1887, en Londres, con el periodista y novelista francés Octave Mirbeau. Después de 33 años de vida conyugal, Alice Regnault traicionó la memoria del gran escritor libertario, antimilitarista y pacifista unos días después de su muerte, en el año 1917: en un periódico, Le Petit Parisien, publicó un falso «Testamento político de Octave Mirbeau», escrito en realidad por el periodista Gustave Hervé, que, después de haber sido un socialista antimilitarista, se convirtió en ultranacionalista cuando empezó la guerra. El dramaturgo Sacha Guitry, que conocía bien y admiraba mucho a Mirbeau, recuerda esta "traición" en su comedia de 1923, Un sujet de roman, inspirada en Alice y Octave Mirbeau.